# Palestyńskie Siły Narodowe i Islamskie
Palestyńskie Siły Narodowe i Islamskie (arab. القوى الوطنية والإسلامية الفلسطينية) – koalicja palestyńskich organizacji utworzona w 2000 roku.

## Historia
Koalicja powstała w 2000 roku z inicjatywy Marwana al-Barghusiego. Formacja pełniła funkcję platformy prawie wszystkich palestyńskich organizacji. Jednym z celów sojuszu, było koordynowanie aktów przemocy w trakcie intifady Al-Aksa. Działalność koalicji ustała po zakończeniu drugiej intifady.
Sojusz był w trakcie intifady tak potężny, że rywalizował o wpływy z władzami Autonomii Palestyńskiej (choć według niektórych opracowań był organizacją autoryzowaną przez Jasira Arafata).
W skład koalicji wchodzili między innymi członkowie grup: Al-Fatah, Hamas, Ludowy Front Wyzwolenia Palestyny, Demokratyczny Front Wyzwolenia Palestyny, Palestyński Islamski Dżihad, Brygady Męczenników Al-Aksa, As-Sa’ika, Ludowy Front Wyzwolenia Palestyny – Główne Dowództwo, Front Wyzwolenia Palestyny, Palestyński Ludowy Front Walki, Arabski Front Wyzwolenia, Palestyńska Partia Ludowa, Palestyńska Unia Demokratyczna i Palestyński Front Arabski.